# Castello di Lanzenkirchen
Il castello di Lanzenkirchen (Burg Lanzenkirchen in tedesco), ormai ridotto in rovine, si trova a sud del comune austriaco di Lanzenkirchen nel territorio appartenente al comune confinante di Walpersbach nel Distretto di Wiener Neustadt-Land, in Bassa Austria e le sue prime strutture risalgono al XII o XIII secolo.

## Storia
Le origini del castello non sono chiare. La sua prima citazione su documenti della metà del XIII secolo lo descrive come Castrum Svarchumpah ma è possibile sia stato edificato in tempi precedenti. In origine il territorio non era austriaco ma ungherese e nei suoi primi anni probabilmente era un edificio di dimensioni notevoli. Nel 1337 un esercito ungherese assediò il castello, lo conquistò e gli Asburgo riuscirono a riaverlo solo nel 1362. Sotto il controllo della nobiltà austriaca dei Von Ellerbach fu oggetto di importanti lavori di trasformazione e ristrutturazione. Nel 1439 subentrò nel suo controllo Konrad Königsberger che lo ebbe come feudo dal re Alberto II d'Asburgo. Nella seconda metà del XVI secolo il castello fu sede di un tribunale distrettuale e alla fine del secolo le fortificazioni vennero ampliate. La proprietà venne ceduta nel 1625 a Georg Gabriel von Kollonitsch poi nuovamente i proprietari si succedettero e quando i turchi invasero l'Austria sembra che il castello ne sia rimasto senza danni mentre invece venne saccheggiato nel 1721. Attorno al 1760 la struttura era già in pessime condizioni e attorno al 1800 il castello fu definitivamente abbandonato e lasciato al degrado. La tenuta nella quale si trovano le sue rovine appartiene alla famiglia Esterházy.

## Descrizione
Scavi effettuati alla fine del XX secolo hanno evidenziato la presenza di strutture fortificate e il sito appare come un leggero rialzo del terreno con alcune parti di un bastione ancora presenti ma senza alcuna traccia di antiche mura.